# Faramea macra
Faramea macra är en måreväxtart som beskrevs av Johannes Müller Argoviensis. Faramea macra ingår i släktet Faramea och familjen måreväxter. Inga underarter finns listade i Catalogue of Life.